# Cyrtopsis robusta
Cyrtopsis robusta är en insektsart som beskrevs av Liu, Xiangwei och Dong Zhang 2007. Cyrtopsis robusta ingår i släktet Cyrtopsis och familjen vårtbitare. Inga underarter finns listade i Catalogue of Life.